# Ngamiland East
Ngamiland East est un sous-district du Botswana.

## Villes
- Bodibeng
- Botlhatlogo
- Chanoga
- Habu
- Kareng
- Kgakge/Makakung
- Komana
- Mababe
- Makalamabedi
- Matlapana
- Matsaudi/Sakapane
- Maun
- Phuduhudu
- Sankuyo
- Sehithwa
- Semboyo
- Shorobe
- Toteng
- Tsao